# Las Vegas Weekly
Las Vegas Weekly é um jornal semanal alternativo fundado em 1992 por James P. Reza, Greg Ryan e Robert Ringle, com base em Nevada, Las Vegas. Las Vegas Weekly é publicado pela Greenspun Media Group e cobre artes, entretenimento, cultura e notícias.